# Christafari
Christafari es una banda de reggae cristiano de EE. UU. fundada por el músico y productor Mark Mohr (apodado "Tansoback") en 1989. Su nombre es un vocablo griego que significa "grupo de personas que colectivamente representan a Cristo". Tiene como meta, predicar el mensaje cristiano a los rastafaris usando como instrumento evangelizador la música reggae.
Christafari se centra alrededor de la personalidad del ministro religioso ordenado Marcos "Tansoback" Mohr (nacido el 23 de octubre de 1971), estadounidense, cristiano renacido. Hasta la edad de 17 años Mohr fue un rastafari. El objetivo esencial de Christafari es promover el cristianismo a los rastafaris.

## Vida de Mohr
Como un joven rebelde adicto a las drogas, Mohr se encuentra con una afinidad por la música reggae y se convierte en un productor de marihuana y rastafari después de una visita a Jamaica en 1986. Él llegó a ser bien versado en la música reggae de Jamaica y aprendió sus dialectos, especialmente el dialecto predominante en la mayoría de la música reggae. En 1989, a los diecisiete años de edad Mohr dejó de usar la marihuana y entregó su vida a Cristo en JH Ranch, un campamento cristiano. Dos semanas más tarde en otro campamento de la juventud cristiana, Mohr escribió e interpretó su primera canción reggae cristiana: "Give Me Everything I Need" en un show de talentos. El bajista de ese día, dijo; ". Así que ya no es un rastafari, sino un Christafarian."A raíz de esto el nombre se quedó. Finalmente Mohr acortó el nombre a "Christafari", (que se pronuncia "craistafari") y reconstruyó los miembros de su propia banda. La raíz del nombre de esta banda se encuentra en tres idiomas, griego, latín y amárico. A saber:
1) En Griego, el nombre Cristoforos (Christafaros) significa "el portador de Cristo" y Cristoforoi (Christafaroi), que es el plural, y que significa "un grupo de personas que en conjunto representan a Cristo."
2) En representación de la misma definición, con una ortografía más cercana es la palabra latina Christafari.
3) Este nombre Christafari también se puede encontrar en el lenguaje amárico de Etiopía. "Cristo" es la palabra griega que significa Mesías, el ungido "Jesús Cristo". "Tafari" es la palabra amárico para Creador, el Todopoderoso, impresionante, el padre y el que tiene que ser adorado. Christafari recibe su nombre de Juan 1:1-3.
4) Por último en griego moderno, el nombre Christafari significa "soldados de Cristo" o "un ejército de salvación."
En 1993, Mohr se inscribe en Biola University y recibe su ordenación como Ministro de la Iglesia en 1997. [1] [2]

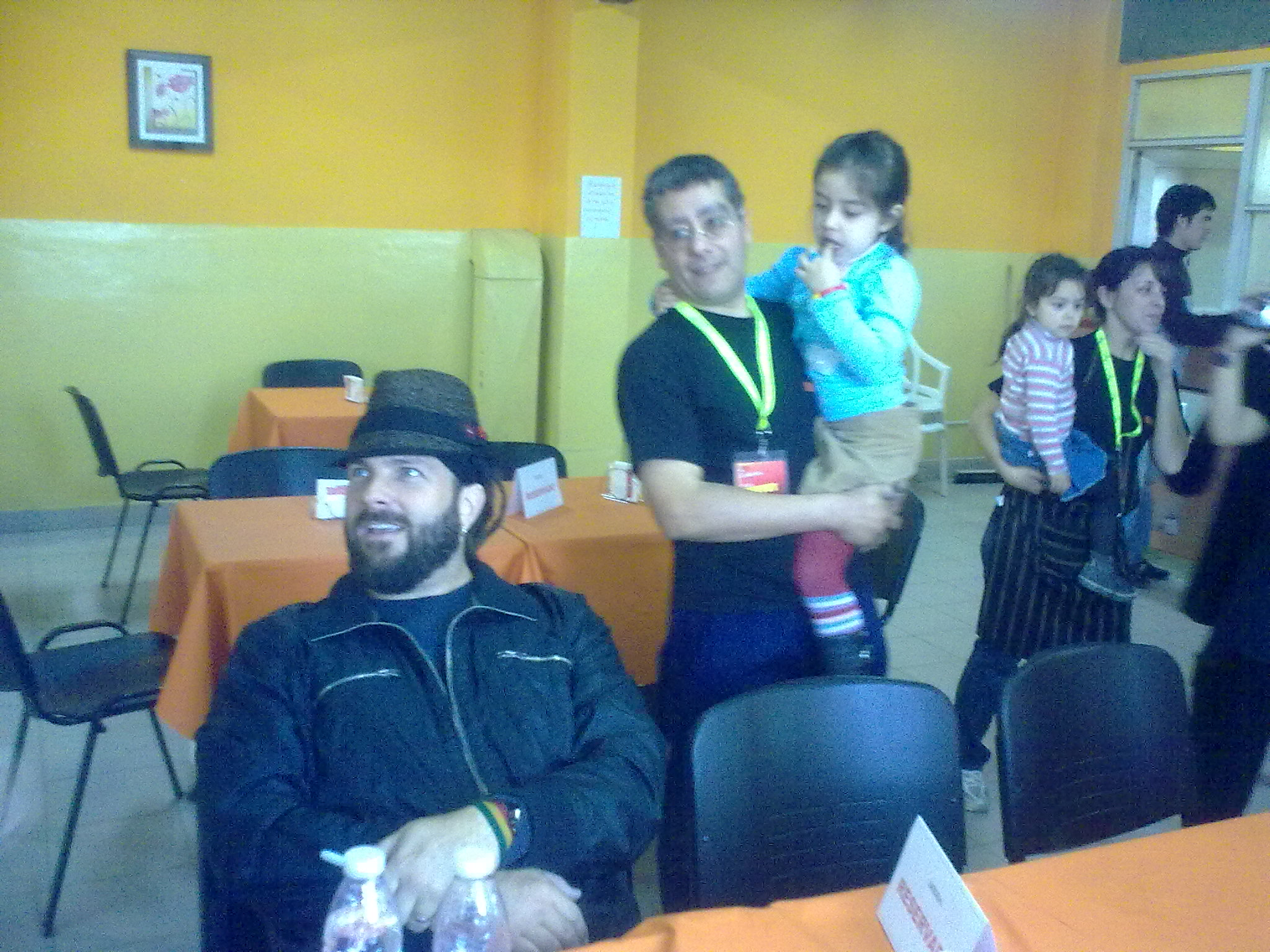
El líder de Crhistafari durante un recital en el estadio de Gimnasia y Esgrima de Comodoro Rivadavia, en el año 2010. Se observa que descansa en el Tabernáculo de la Fe, Iglesia de la misma ciudad.

Su primer álbum "Reggae Worship" fue un éxito en las listas Billboard y creó un zumbido en la industria, atrayendo la atención de Toby Mac, de DC Talk, quien firmó entonces el grupo para la empresa Gotee Records. "Soulfire" (otro CD de su producción) ha demostrado ser un éxito temprano para el pichón Gotee Records. "Valle de la decisión", pasó 15 semanas en el top 10 del Billboard "Top Top Reggae" gráfico. [3] El sello nació como una empresa de producción. Originalmente la intención de producir fuera de la Jornada Lovin Eden, que no pudo encontrar una etiqueta que firme el acto que, por lo que comenzó a distribuir el material de la banda por su cuenta [3].
"Wordsound & Power" marcó la salida de Christafari de la disquera Gotee, y finalmente, el nacimiento de León de Mohr una etiqueta de registro de la empresa de música cristiana Zion Entertainment. El álbum fue nominado en cuatro categorías en el 2000 en los Premios Caribe Gospel Music Marlin[4]. Christafari produce luego "DubSound y Energía", el primer álbum de dub de la banda primero y posiblemente el primer álbum dub cristiano jamás registrado en la historia. Después de este último, trabaja en el álbum "Word, Sound & Power" (Palabra, Sonido y Poder), éste es el debut en español del grupo que incluyó el éxito "El Amor De Mi Vida" (# 1 en 11 países de América Latina). Después de éste, Christafari presenta "Gravity" (2003), gravitacional Dub (2004) y su álbum niños primero "Reggae de la Escuela Dominical" (2005). 2007 marcó el lanzamiento del álbum "Foundation" o "Para la Fundación"  y el nacimiento de la Agencia Positivos Musical (que ahora publica los libros de la banda). Christafari realiza una agotadora gira de 180 espectáculos en 20 países en la promoción de su producción "Para la Fundación."
A principios de 2009 el grupo regresa al estudio para grabar su álbum 20° Aniversario  con el título "No Compromise" realizando visitas posteriores a Europa, América Latina y los EE. UU. A finales de 2009 la banda vuelve al estudio en la "Zionic Sonidos Dub Lab" para grabar su segundo álbum en español (se ha anunciado saldrá en la primavera de 2010).

Las letras de las canciones de Christafari se caracterizan por un corazón para los rastafaris, una pasión para llegar a los droga-afligidos contracultura y un mensaje claramente cristiano evangélico. Dos ejemplos son las canciones "¿Por qué a quién puedes ir?" (Wordsound y alimentación) y "Las enseñanzas de Su Majestad" (Reggae Redemption Songs II), que utilizan las palabras de Haile Selassie I (antiguo emperador de Etiopía) para impugnar la veneración de este rey cristiano como Todopoderoso Dios encarnado.
Musicalmente, el grupo fusiona roots rústico con dancehall y la cultura modernas yardee para crear su firma de sonido (firm singature) propia. Lleno de cuernos vibrantes y una rica armonía femenina (por Avión Blackman y Howland Jennifer) el grupo se compone regularmente de nueve a diez miembros. En 1997 hubo situaciones en el grupo que llevaron a una división. Muchos de los miembros querían ir a la corriente principal, tanto en el sonido como en el mensaje, mientras que Mohr se negó a comprometer la autenticidad del grupo de sonido o su mensaje evangélico sólo para vender unos cuantos discos más (ser más comerciales).
Mohr salió de la división con el lanzamiento de la producción "Wordsound & Power" y el lanzamiento de Lion of Zion Entertainment. Erik Sundin y otros formaron el grupo Temple Yard. Si bien Christafari continuó con roots reggae y el dancehall, el Templo Yard fue orientado a la fusión, mostrando pop, reggae, soul, góspel y la influencia de artistas similares a la corriente principal como UB40 o Big Mountain. Temple Yard lanzó un CD de Gotee Records, y más tarde, se retiraron de la etiqueta para posteriormente separarse.
A través de su banda en constante evolución y varias compilaciones artísticas, Mohr fue posiblemente el primero en grabar y distribuir a nivel internacional los siguientes subgéneros de la música: góspel, reggae, dancehall, soca, la selva me-reggae, raggamuffin hip-hop, dub y otros estilos diferentes. Mohr siempre ha dado la popularidad del grupo al Reggae Evangelio antes de su propia banda. Él es el fundador y presidente de GospelReggae.com, una tienda virtual que cuenta con la mayor selección de música reggae góspel a nivel Mundial.
Algunos rastafaris se sienten ofendidos porque los miembros de Christafari llevar rastas y el uso de sus colores (rojo, oro y verde) y la Estrella de David (una imagen destacada en la cultura Rastafari) en un intento de hacerse "el todo" a todos los hombres y llevar las almas de rastas a Cristo. Ciertos rastafaris rechazan este enfoque y visualización de mensajes de Christafari como un ataque directo a la divinidad de Selassie I. Christafari sostiene que él sólo se cumple el reto establecido por Haile Selassie, que se negó públicamente antes que a Cristo y dijo: "Hagamos el trabajo para llevar a nuestras hermanas y los hermanos de nuestro Salvador Jesucristo". Selassie era un cristiano ortodoxo y muchos rastafaris se identifican como tales, aunque otros se identifican como judíos por la religión y la ideología rastafari.
Algunos cristianos se sienten ofendidos porque Mohr y otros miembros de la banda llevan rastas y cantan en un estilo típicamente asociados con Rastafari. También han criticado a Mohr por el nombre del grupo y el uso de la palabra "Jah" en las canciones para hacer referencia al Dios judeocristiano. La palabra "Jah" se utiliza en la versión King James de la Biblia en el Salmo 68:4. La banda ya ha defendido el uso de la palabra con el argumento de que "Jah" es una abreviatura de "Yahweh" (también escrito "Yahvé") tal como se utiliza en la Biblia. De hecho, no son el único grupo musical cristiano en hacer esto, un ejemplo principal de esto es la agrupación POD.

## Miembros

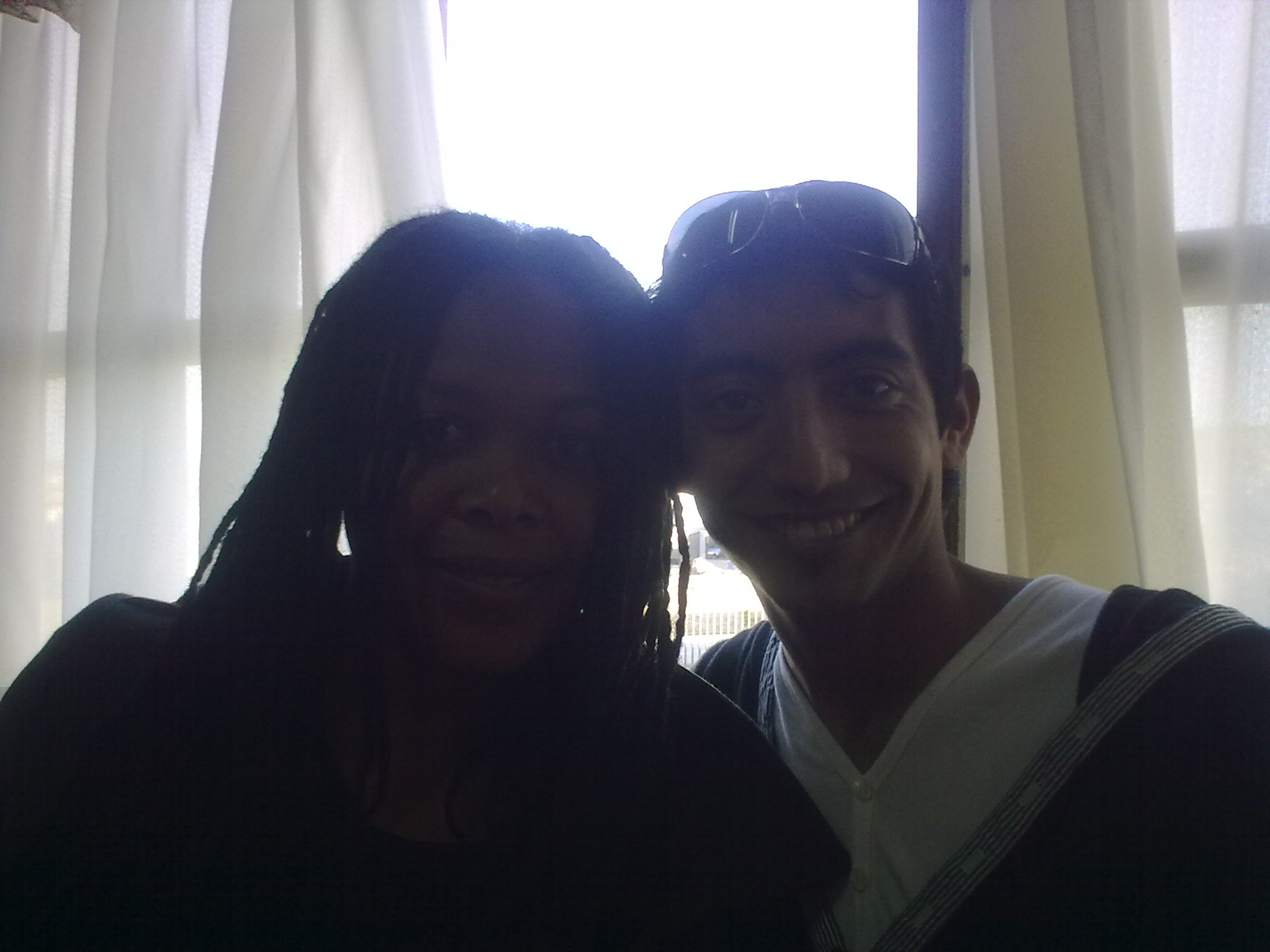
Avión (Blackman) la bajista de la banda y esposa del cantante junto a unos de sus fanes antes de un concierto en Comodoro Rivadavia.

A lo largo de los años Christafari ha contado con distintos integrantes, siendo su formación actual:
- Mark Mohr - voz líder, compositor y productor.
- Avión Blackman Mohr (esposa de Mark) - Bajo y coros
- Obie Obien - guitarra (desde el 2008)
- Ryan Skiles - teclados (desde el 2009)
- Tyrone Rudulph - Batería (desde el 2009)
- Salomon Jabby - Guitarra y Percusión Menor (Desde el 2006)
- Carlos Centeno - Trompeta
- Dannie Ramirez - Tuba y Saxophone

Christafari ha tocado con muchos músicos durante su carrera de 20 años. Por lo tanto, es difícil construir una lista completa de los antiguos miembros. Algunos de los exmiembros que figuran en grabaciones de estudio incluyen:
- Tambores: Comunicado de Jay, Yarnes Ken, Kevin Kelleher, Pfaff Glen y Madden Fritz
- Bajo: Jimmy Connolly, Allen Lyndon, Guerrero Johnny y Jim Kleinman
- Guitarra: Kasper proyecto de ley, las sentencias de Antonio, Strickland Rick y Alo Rob
- Teclados: Pach James, Rage Marky, Ray Rob, Whelan Scott, Borum Jeremy y Cressey Bobby
- Saxofón: Johnny Guerrero, Fulwider Max, Koerselman Jaime y Mascari Allen
- Trompeta: Ko Joey
- Trombón: escocés Stephen Hughes
- Voces: Erik Sundin, James Pach, Winn As
- Coros: Eugweke Leticia y Wendy Marín

## Discografía
- Reggae Worship Vol. 1 (1993, Frontline Records)
- Soul Fire (1994, Gotee Records)
- Valley of Decision (1996, Gotee Records)
- WordSound&Power (1999, Lion of Zion Entertainment)
- DubSound&Power (2000, Lion of Zion Entertainment)
- Reggae Worship-The First Fruits of Christafari (2000, Lion of Zion Entertainment)
- Palabra Sonido y Poder (2000, Lion of Zion Entertainment) (en español)
- Gravity (2003, Lion of Zion Entertainment)
- Gravity Version - Performance Soundtracks (2003, Lion of Zion Entertainment)
- The 14 Days of Gravity: About the Songs Audio Commentary (2003, Lion of Zion Entertainment)
- Gravitational Dub - Destination Dub Central Station (2005, Lion of Zion Entertainment)
- Reggae Sunday School (2005, Lion of Zion Entertainment)
- To The Foundations (2007, Lion of Zion Entertainment)
- No Compromise (2009, Lion Of Zion Entertainment) y Reggae de Redención (2010, Lion Of Zion Entertainment)